# Jean-Baptiste Corneille
Jean-Baptiste Corneille (Parigi, 2 dicembre 1649 – Parigi, 12 aprile 1695) è stato un pittore, incisore e insegnante francese.

## Biografia
Jean Baptiste Corneille è il figlio più giovane di Michel Corneille il Vecchio. Anche suo fratello maggiore, Michel Corneille il Giovane, fu un rinomato pittore. Ricevette una formazione artistica dal padre ed entrò all'Académie royale de peinture et de sculpture dove si distinse, soprattutto nel 1663. Nel 1665, fu mandato a Roma da Jean-Baptiste Colbert per un viaggio di studio con una pensione e vi si recò, “a piedi”, in compagnia del pittore Pierre Monier e dell'incisore Étienne Baudet. Scendendo in Italia, arrivò nell'allora capitale pontificia, quando venne inaugurata l'Accademia di Francia.
Al suo rientro a Parigi, fu ammesso all'Accademia reale il 5 gennaio 1675 per la sua opera Punition de Busiris par Hercule ("La punizione a Busiride da parte di Ercole"), conservato al Museo del Louvre. Lavorò per alcune chiese parigine e, nel 1679, completò un Saint Pierre délivré de prison ("San Pietro liberato dal carcere") per la Cattedrale di Notre Dame. In collaborazione con Jacques Vouet realizzò decorazioni per il complesso delle Tuileries. Lavorò anche a composizioni decorative per l'Hôtel des Ambassadeurs de Hollande (il palazzo dell'ambasciata olandese), nonché ad un'altra grande commissione in cui partecipò ai dipinti sui Globi di Coronelli.
Nel 1692 fu nominato professore all'Académie royale.
Morì sempre a Parigi, il 12 aprile 1695.

## Opere
Assieme a suo fratello Michel, Jean-Baptiste Corneille fu influenzato dalla Scuola dei Desideriosi. Molti dei suoi dipinti furono incisi da alcuni dei suoi contemporanei, come Jean Mariette, che fu suo allievo. Egli stesso incise alcune sue opere, ispirandosi ai Carracci.
Stampe
- Buste de Michel-Ange;
- Saint Bernard;
- Mercure dans le ciel;
- Saint Jean-Baptiste dans le désert, ispirato da quello di Annibale Carracci.

Dipinti
- Apparition du Christ ressuscité à Sainte-Thérèse et Saint-Jean de la Croix, 1672, Parigi, chiesa di Saint-Joseph-des-Carmes;
- La Mort de Caton d'Utique (1687), olio su tela (131 x 163 cm), Digione, musée des Beaux-Arts;
- L'Ange Gardien, olio su tela (137 x 95 cm), Digione, musée des Beaux-Arts;
- L'Apparition de la Vierge à saint Bernard, olio su tela (287 x 195 cm), Digione, musée des Beaux-Arts;
- Archimède et le soldat, bozza, Digione, musée Magnin;
- Hercule punissant Busiris, olio su tela, (141.5 x 197.5 cm), Parigi, musée des Beaux-Arts;
- La Résurrection de Lazare, olio su tela, (356.5 x 255.5 cm), proveniente dalla chiesa dei Certosini di Parigi; Rouen, musée des Beaux-Arts;
- La Résurrection de Notre-Seigneur, altare maggiore della chiesa di Saint-Martin di Meudon, ubicazione attuale sconosciuta;
- Jupiter chassant Vulcain de l'Olympe (olio su tela, 45 x 31,5 cm), Brest, musée des Beaux-Arts.[1]

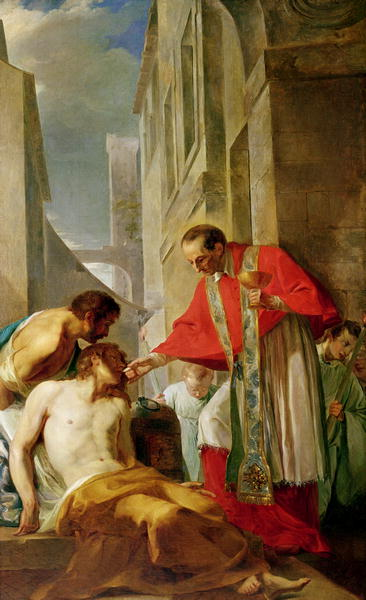
Charles Borromée soignant les pestiférés (Parigi, chiesa di Saint-Nicolas-du-Chardonnet).
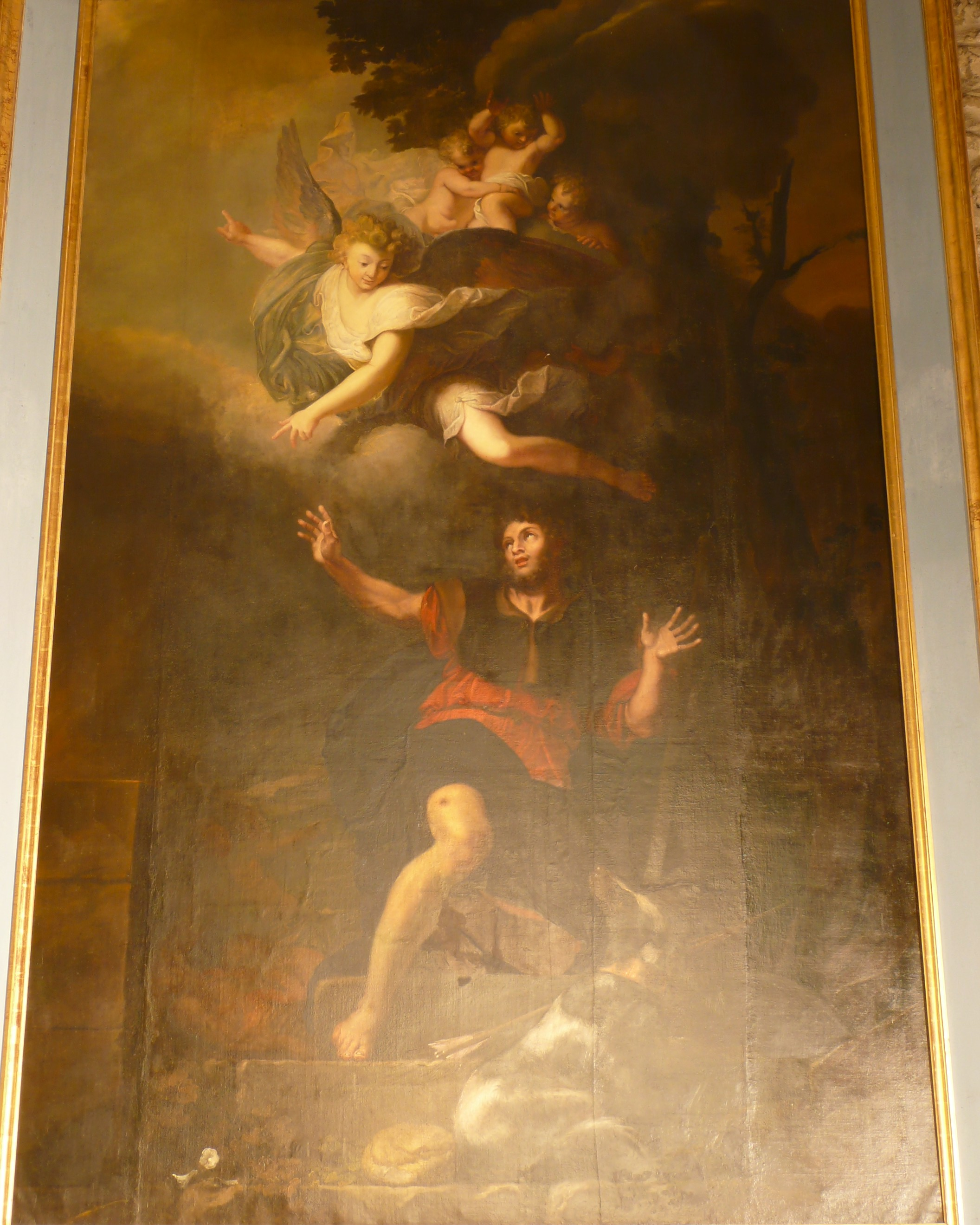
Apparition d’un ange à saint Roch (1682-84; Mouriès, chiesa di Saint-Jacques-le-Majeur).
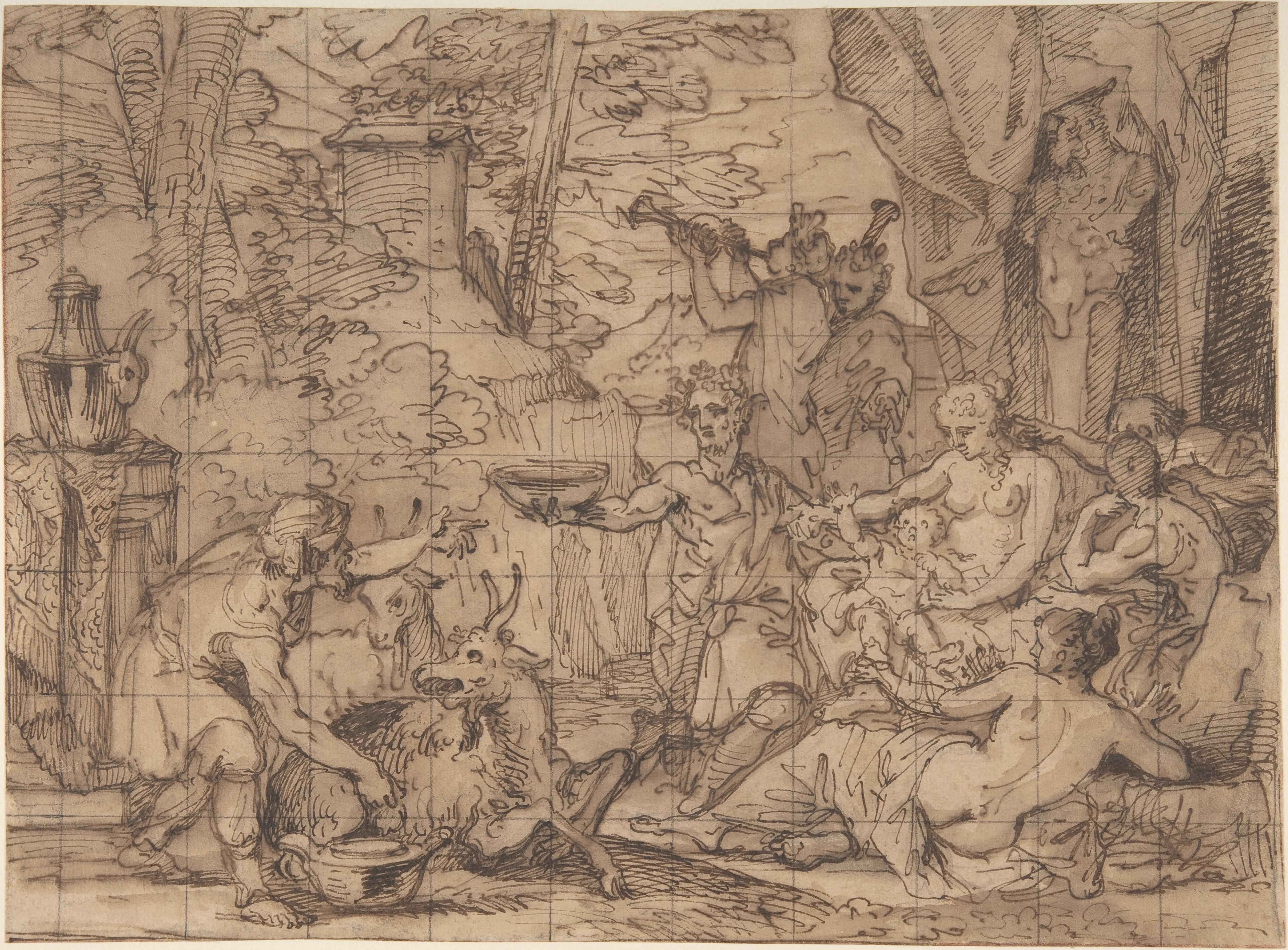
La Nourriture de Jupiter, disegno (New York, Metropolitan Museum of Art).
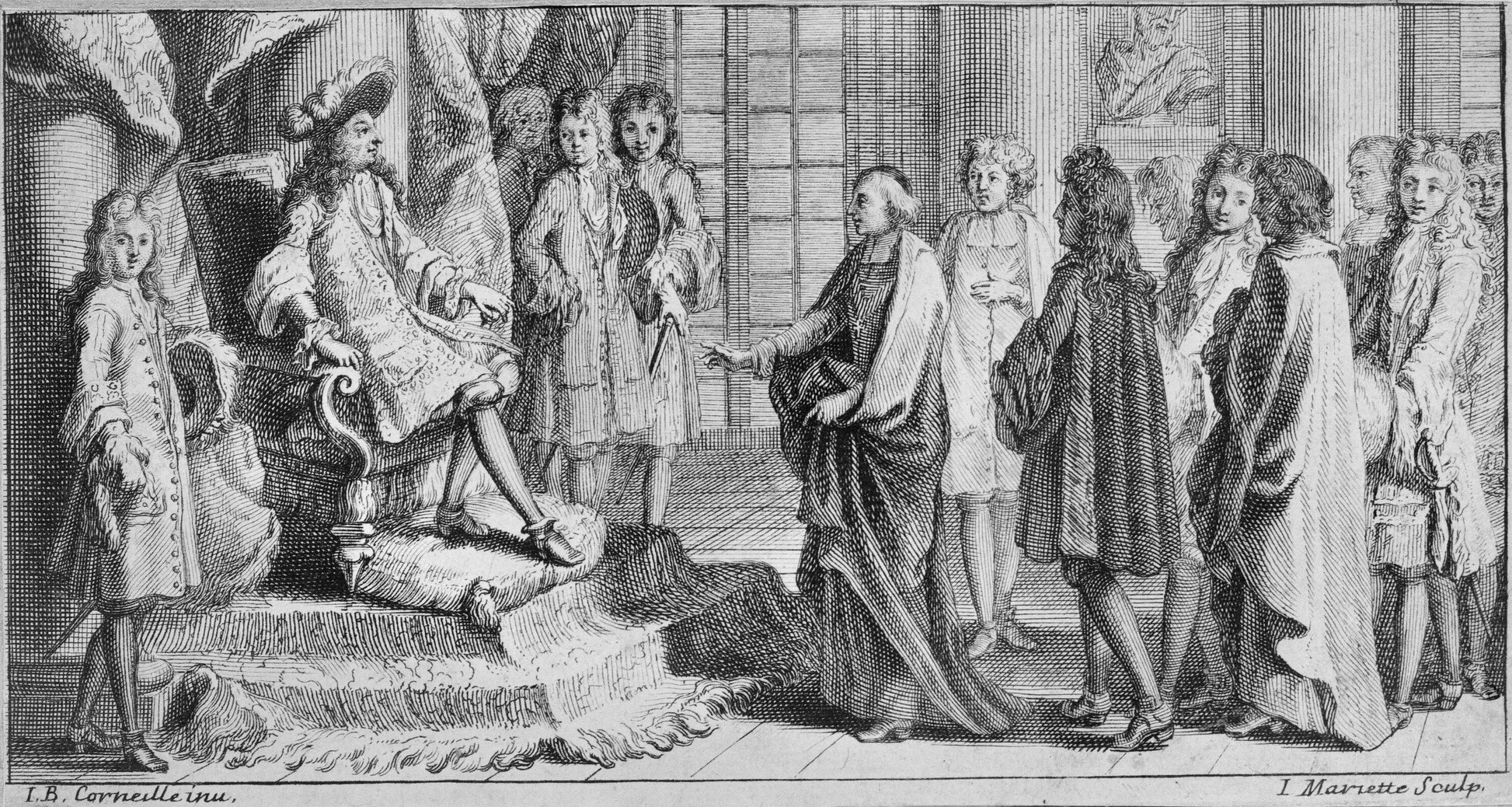
Les membres de l'Académie française venant offrir au roi Louis XIV le Dictionnaire de l'Académie (1694), incisione di Jean Mariette, che riprende un'opera di Corneille.